# Tichý Potok
Tichý Potok (bis 1948 slowakisch Štelbach, deutsch ‚Stellbach‘, ungarisch Csendespatak – bis 1902 Stelbach) ist eine Gemeinde im Okres Sabinov in der Slowakei mit 331 (Stand 31. Dezember 2024).

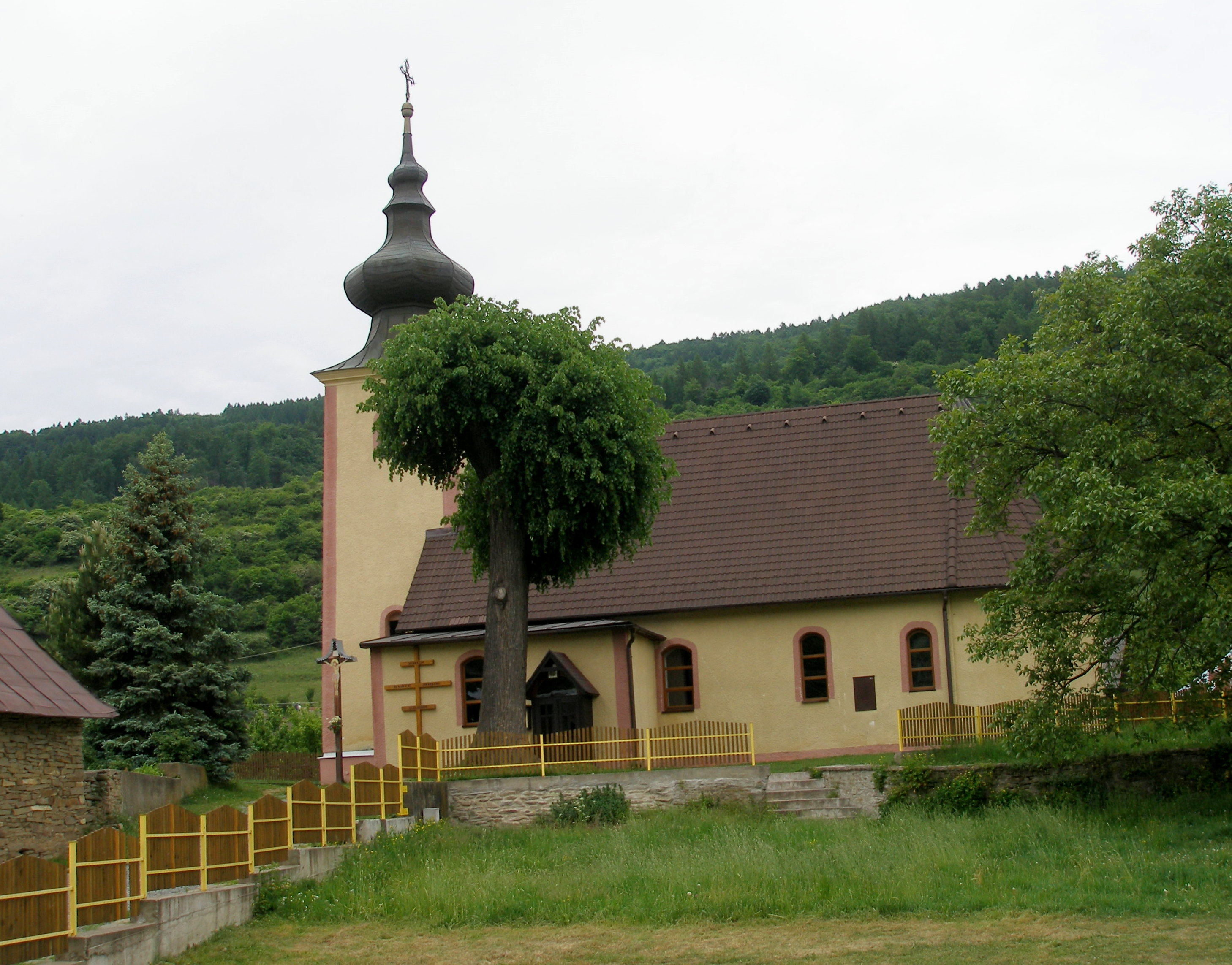
Kirche im Ort

## Geographie
Die Gemeinde befindet sich am Osthang der Leutschauer Berge auf einer Höhe von 520 m n.m. und ist 28 Straßenkilometer von Sabinov entfernt.
Nach der Abschaffung des Militärbezirks Javorina Anfang 2011 wurde der Gemeinde die Katastralgemeinde Blažov zugeschlagen und die Gemeindefläche von knapp 8,5 km² auf 62,6 km² vergrößert.

## Geschichte
Die erste urkundliche Erwähnung mit dem Namen Stelbach erfolgte im Jahre 1427 als Besitz der Adelsfamilien Torysa, Berzeviczy und Tarcsay. Der Name geht auf deutsche Kolonisten zurück, die sich an einem Fluss ansiedelten, den sie „Stillbach“ nannten, da das Wasser dort keine große Strömung aufwies, der heutige slowakische Name wurde synonym übersetzt. Im 15. Jahrhundert siedelten sich Wallachen im Dorf an und brachten die orthodoxe Religion mit, später siedelten sich vor allem ruthenische Bewohner und assimilierten die deutsche Bevölkerung vollständig. Im Jahr 1682 brannten die Häuser des Ortes nieder. Die ursprüngliche gotische Kirche aus dem 14. Jahrhundert wurde im 17. und 19. Jahrhundert in ihr heutiges Aussehen umgebaut. Im Jahr 1787 gab es hier 58 Häuser mit 409 Einwohnern. Bis 1828 stieg die Zahl der Bewohner auf rund 600 an. Sie lebten in 81 Häusern. Zu jener Zeit gab es neben dem Ackerbau Arbeitsplätze in der Schaf-, Rinder- und Forstwirtschaft. Für das Jahr 1940 wurden in Štelbach 131 Häuser und 634 Einwohner gezählt davon wurden 6 Personen als Juden aufgelistet.
1844, 1908, 1922 und 1956 wurde der Ort durch schwere Hochwasser verwüstet. In der Zeit der Ersten Tschechoslowakischen Republik wurde im Ort ein Sägewerk betrieben und die Felder wurden von privaten Landwirten bewirtschaftet. Teile der Bevölkerung arbeiteten in der Forstwirtschaft, im Baugewerbe und in Unternehmen im benachbarten Lipany oder in Košice. Die Zahl der Einwohner nimmt kontinuierlich ab.

## Bevölkerung
| Jahr                | 1994 | 2004    | 2014     | 2024    |
| ------------------- | ---- | ------- | -------- | ------- |
| Anzahl der Personen | 419  | 397     | 339      | 331     |
| Unterschied         |      | −5,25 % | −14,60 % | −2,35 % |

| Jahr                | 2023 | 2024    |
| ------------------- | ---- | ------- |
| Anzahl der Personen | 327  | 331     |
| Unterschied         |      | +1,22 % |

Ergebnisse nach der Volkszählung 2001 (393 Einwohner):
| Nach Ethnie: - 84,48 % Slowaken - 8,65 % Russinen - 1,78 % Zigeuner - 0,76 % Ukrainer | Nach Konfession: - 73,54 % griechisch-katholisch - 20,61 % römisch-katholisch - 4,33 % keine Angabe - 1,53 % evangelisch |